# Unione Sportiva Osimana 1978-1979
Questa pagina raccoglie le informazioni riguardanti l'Unione Sportiva Osimana nelle competizioni ufficiali della stagione 1978-1979.

## Organigramma societario
Area direttiva
- Presidente: Antonio Bruni e Silvano Principi
- Segretario: Angelo Alessandrini

Area tecnica
- Allenatore: Beniamino Di Giacomo

## Rosa
| N. |                   | Ruolo | Calciatore         |
| -- | ----------------- | ----- | ------------------ |
|    | Italia (bandiera) | C     | Francesco Antinori |
|    | Italia (bandiera) | A     | Giorgio Buffone    |
|    | Italia (bandiera) | C     | Marco Carlini      |
|    | Italia (bandiera) | D     | Massimo Carpano    |
|    | Italia (bandiera) | D     | Claudio Ceppi      |
|    | Italia (bandiera) | P     | Paolo Cimpiel      |
|    | Italia (bandiera) | D     | Italo Di Giacomo   |
|    | Italia (bandiera) | C     | Nazzareno Grilli   |
|    | Italia (bandiera) | C     | Raoul Mannino      |
|    | Italia (bandiera) | P     | Fabio Mengarelli   |

| N. |                   | Ruolo | Calciatore         |
| -- | ----------------- | ----- | ------------------ |
|    | Italia (bandiera) | C     | Paolo Moresi       |
|    | Italia (bandiera) | C     | Andrea Moschini    |
|    | Italia (bandiera) | D     | Gianni Palanca (I) |
|    | Italia (bandiera) | D     | Piero Petrini      |
|    | Italia (bandiera) | D     | Adriano Polenta    |
|    | Italia (bandiera) | C     | Alvaro Retini      |
|    | Italia (bandiera) | C     | Renzo Rossi        |
|    | Italia (bandiera) | C     | Mario Tamellin     |
|    | Italia (bandiera) | A     | Enrico Tassi       |

## Risultati

### Campionato

#### Girone di andata
| 1º ottobre 1978 1ª giornata | Osimana | 2 – 0 | Giulianova |  |

| 8 ottobre 1978 2ª giornata | Riccione | 0 – 2 | Osimana |  |

| 15 ottobre 1978 3ª giornata | Osimana | 1 – 0 | Monopoli |  |

| 22 ottobre 1978 4ª giornata | Pro Vasto | 1 – 1 | Osimana |  |

| 29 ottobre 1978 5ª giornata | Osimana | 2 – 2 | Banco di Roma |  |

| 5 novembre 1978 6ª giornata | Osimana | 0 – 0 | Civitanovese |  |

| 12 novembre 1978 7ª giornata | Anconitana | 1 – 1 | Osimana |  |

| 19 novembre 1978 8ª giornata | Osimana | 0 – 1 | Formia |  |

| 26 novembre 1978 9ª giornata | Brindisi | 2 – 1 | Osimana |  |

| 3 dicembre 1978 10ª giornata | Osimana | 1 – 1 | Vis Pesaro |  |

| 10 dicembre 1978 11ª giornata | Gallipoli | 0 – 1 | Osimana |  |

| 17 dicembre 1978 12ª giornata | Fano | 2 – 0 | Osimana |  |

| 30 dicembre 1978 13ª giornata | Osimana | 1 – 1 | Frosinone |  |

| 7 gennaio 1979 14ª giornata | Avezzano | 1 – 1 | Osimana |  |

| 14 gennaio 1979 15ª giornata | Osimana | 2 – 2 | LVPA Frascati |  |

| 21 gennaio 1979 16ª giornata | Lanciano | 1 – 1 | Osimana |  |

| 28 gennaio 1979 17ª giornata | Osimana | 3 – 1 | Francavilla |  |

#### Girone di ritorno
| 4 febbraio 1979 18ª giornata | Giulianova | 0 – 0 | Osimana |  |

| 11 febbraio 1979 19ª giornata | Osimana | 1 – 1 | Riccione |  |

| 18 febbraio 1979 20ª giornata | Monopoli | 1 – 1 | Osimana |  |

| 25 febbraio 1979 21ª giornata | Osimana | 2 – 1 | Pro Vasto |  |

| 4 marzo 1979 22ª giornata | Banco di Roma | 1 – 1 | Osimana |  |

| 11 marzo 1979 23ª giornata | Civitanovese | 1 – 0 | Osimana |  |

| 25 marzo 1979 24ª giornata | Osimana | 2 – 1 | Anconitana |  |

| 1º aprile 1979 25ª giornata | Formia | 1 – 0 | Osimana |  |

| 8 aprile 1979 26ª giornata | Osimana | 0 – 0 | Brindisi |  |

| 23 aprile 1979 27ª giornata | Vis Pesaro | 0 – 0 | Osimana |  |

| 29 aprile 1979 28ª giornata | Osimana | 2 – 1 | Virtus Gallipoli |  |

| 6 maggio 1979 29ª giornata | Osimana | 3 – 2 | Fano |  |

| 13 maggio 1979 30ª giornata | Frosinone | 1 – 0 | Osimana |  |

| 20 maggio 1979 31ª giornata | Osimana | 3 – 1 | Avezzano |  |

| 27 maggio 1979 32ª giornata | LVPA Frascati | 1 – 2 | Osimana |  |

| 3 giugno 1979 33ª giornata | Osimana | 2 – 0 | Lanciano |  |

| 9 giugno 1979 34ª giornata | Francavilla | 4 – 1 | Osimana |  |